# Einrichtung (musikalische Formenlehre)
Einrichtung (ⓘ) bezeichnet in der Musiktheorie die Veränderung, die innerhalb der Wiederholung eines modulierenden Formteils vorgenommen wird, damit diese in der Haupttonart des Stückes schließt. Zwecks tonaler Geschlossenheit ist dies überall dort nötig, wo ein Stück mit der Reprise eines Formteils schließen soll, welcher zuvor in einer Nebentonart endete, also u. a. in Sonatenhauptsätzen.
Geprägt wurde der Begriff in diesem Sinne von Erwin Ratz. Zuvor war er in einem allgemeineren Sinne für die formale Anlage von Kompositionen üblich.

„Da das Thema in der Exposition auf der Dominante schloß, muß der Nachsatz nunmehr so verändert werden, daß er auf der Tonika schließt; diesen Vorgang bezeichnen wir als Einrichtung.“

Ratz verwendet den Begriff in Analysen ausgewählter Sätze aus Klaviersonaten von Ludwig van Beethoven sowie in Analysen der Inventionen und Sinfonien von Johann Sebastian Bach.